# Rodolphe Poma
Rodolphe Antoine Pierre Thérèse Poma (Gent, 12 ottobre 1885 – Ledeberg, 12 ottobre 1954) è stato un canottiere belga.
Ha vinto la medaglia d'argento olimpica nel canottaggio alle Olimpiadi 1908 tenutesi a Londra, nella gara di Otto maschile con Oscar Taelman, Marcel Morimont, Rémy Orban, Georges Mys, François Vergucht, Oscar Dessomville, Polydore Veirman e Alfred Van Landeghem.